# Új-foundlandi farkas
Az Új-foundlandi farkas (Canis lupus beothucus), a szürke farkas (Canis lupus) kizárólag
Új-Fundland szigetének tundra régióiban élő, fehér színű alfaja.
Mára kihalt.